# Канакачево
Канакачево (баш. Ҡанаҡас) — деревня в Кугарчинском районе Республики Башкортостан Российской Федерации. Входит в состав Мраковского сельсовета.

## География

### Географическое положение
Расстояние до:
- районного центра (Мраково): 10 км,
- ближайшей ж/д станции (Мелеуз): 77 км.

## История
До 2008 года входила в состав ныне упразднённого Кировского сельсовета. 

## Население
| 2002 | 2009 | 2010 |
| ---- | ---- | ---- |
| 116  | ↘107 | ↘100 |

Национальный состав
Согласно переписи 2002 года, преобладающая национальность — башкиры (97 %).